# Hypothenemus hampei
Hypothenemus hampei es una especie de coleóptero curculiónido de la subfamilia Scolytinae originario de África, del tamaño de la cabeza de un alfiler. Es conocido por ser la plaga que más daño causa a los cultivos de café a nivel mundial (70 países). Entre los nombres vulgares de este insecto resaltan el de broca del fruto del cafeto, barrenador del café, gorgojo del café,  broca del café y taladro de cerezas del cafeto.

## Descripción
Las larvas son  ápodas, blancas y de cabeza marrón al igual que otras larvas de la familia Curculionidae. Miden de 0,7 a 2,2 mm de largo y de 0,2 a 0,6 mm de diámetro. Hay dos fases larvales para las hembras y una para los machos. Tienen mandíbulas fuertes prolongadas hacia adelante, su cuerpo está cubierto por pilosidad blanca; este estadio dura de 10 a 26 días. Las pupas son al principio blancas, pero luego se van amarilleando y pueden medir entre 0,5 y 1,9 mm.
Los adultos son similares a pequeños gorgojos de color negro. Las hembras miden de 1,4 a 1,8 mm de largo y 0,8 de ancho y los machos, más pequeños, miden de 1,2 a 1,6 mm de largo y 0,6 mm de ancho. Los machos son ápteros mientras que las hembras pueden volar distancias cortas. Las hembras tienen el margen frontal del pronoto con cuatro, o a veces seis, dientes (quetas erectas). La sutura mediana frontal de la cabeza es grande y bien definida. H. hampei  se confunde a veces con la falsa broca (H. obscurus o H. seriatus), pero éstas no llegan a acceder al endosperma de las semillas; además se pueden diferenciar por la forma de las setas de los élitros. Basándose en las similitudes morfológicas H. hampei también puede confundirse con Xylosandrus (Scolytidae) o algunos otros géneros que causan daños similares en los cultivos de café.

## Ciclo de vida
El ciclo de vida (de huevo a adulto) de este insecto dura entre 24 y 45 días variando en función de las condiciones climáticas. Generalmente la hembra perfora el fruto por la corola o disco, aunque también lo puede perforar por un lado si este presenta un 20% o más de materia seca. Dos días luego de instalarse en el fruto, la hembra comienza a poner huevos. Esta se queda con los 35-50 huevos que eclosionarán en una proporción de 13 hembras por cada macho.  
Llegar a la adultez toma entre una semana y un mes, dependiendo de la temperatura y la consistencia del endosperma de la semilla. Las hembras viven entre 35 y 190 días y los machos aproximadamente 40 días. Las nuevas hembras se aparean con los pequeños machos dentro de la semilla. Algunas hembras depositan sus huevos en la misma planta donde eclosionaron, pero también pueden mudarse a otra. Si dos hembras han colonizado la misma planta sus proles pueden aparearse entre sí. Los machos incapaces de volar nunca abandonan el fruto.
Una misma planta generalmente alberga más de tres generaciones; se cree que podrían llegar a ocho generaciones al año, pero solo en casos excepcionales pasarían de las cinco en este período. En los frutos más maduros se pueden llegar a encontrar más de 100 individuos.  
Algunos estudios demuestran que el barrenador es muy sensible a la humedad; espera el momento justo después de llover para emerger evitando así la desecación. Generalmente de las drupas caídas surgen las hembras, especialmente cuando las condiciones de humedad son favorables; dejan el fruto por la tarde y vuelan por la noche a un árbol nuevo. En plantaciones de café las zonas más propicias para el ataque son las más sombreadas y húmedas, y donde ya ha habido barrenadores. El ataque de nuevas plantas es un punto estratégico para el control de esta plaga.

### Partenogénesis
En algunos casos la reproducción de estos insectos puede ser partenogenética, de modo que hembras no fecundadas son capaces de poner huevos fértiles. La prole funcionalmente haplodiploide heredaría el material genético exclusivamente de las hembras. La bacteria citoplasmática Wolbachia, que se trasmite de generación en generación, podría inducir la partenogénesis y además la asimetría en la proporción de hembras y machos en la prole de la broca (aprox. 10:1).

### Colonización (ataque)
El hospedador principal de H. hampei es Coffea arabica, pero se han encontrado casos de afección en otras especies de este género. Las hembras adultas atacan los frutos del café en un período que va desde ocho semanas tras la floración hasta 32 semanas (cuando se realiza la cosecha). Estas prefieren atacar drupas maduras cuando están disponibles. Luego que una hembra entra al fruto construye galerías y coloca unos huevos ovoides en depósitos verdes, marrones o grises en el endosperma, que solo sólido puede ser adecuado para el desarrollo de la prole. Si la hembra ataca un fruto que tiene un endoesperma líquido e inmaduro, penetra solo hasta el mesodermo y espera varias semanas hasta que el fruto madure. Hay estudios que refieren que la mortalidad del barrenador es alta si ataca frutos muy inmaduros, probablemente porque estaría más expuesto a depredadores o pesticidas en el mesodermo; por ejemplo a ataques con el hongo Beauveria bassiana (que se puede notar como un polvillo blanco en el fruto). La broca también puede causar indirectamente daños en otras partes de la planta como la raíz, que al debilitarse puede ser atacada por patógenos tales como la bacteria Erwinia sp

## Distribución
El listado de países donde se encuentra es amplio pues abarca toda la zona de cultivo de café. El transporte accidental de semillas contaminadas con broca ha sido el principal medio de esparcimiento de esta infección por todo el mundo. Se cree que este insecto se originó en Angola esparciéndose al resto de África a partir de 1920. Probablemente entró a Latinoamérica por Brasil en 1926. Para los años 1970 ya se encontraba en Guatemala y México.

## Control
Se calcula que la broca afecta la economía de unas 20 millones de familias cultivadoras de café, que además han sufrido las continuas bajas de los precios de este rubro por la especulación en los mercados internacionales. Esta plaga puede causar la pérdida de toda una cosecha si no se toman medidas adecuadas de control. Es difícil tomar medidas de control después de la recolección, por lo cual lo más prudente es prevenir el ataque. El control se ve dificultado debido a la poca predictibilidad del clima, los patrones de floración y los procesos migratorios del barrenador. La aplicación de un determinado control de manera conjunta y cronometrada es difícil debido a que el café es un árbol perenne, con varias floraciones y con un largo período de floración y fruto.

### Control preventivo
A pequeña escala, el control preventivo se realiza inspeccionando rigurosamente las salidas y entradas de frutos contaminados a las fincas cafeteras con el objeto de evitar el comienzo de una epidemia.  A gran escala, es esencial la implementación de políticas fronterizas que supervisen la entrada de la broca en países donde se cultiva café.

### Variedades resistentes
Existen especies de Coffea resistentes (antibiosis) a la broca. Si bien la especie C. kapakata parece ser una de las más resistentes, otras variedades tales como C. arabica y C. canephora también han mostrado resistencia. Con estas variedades se intenta hacer híbridos y/o cafetales mezclados como medida de control.

### Control químico
Parece ser que los insecticidas son efectivos justo cuando la hembra entra en el endoespermo, no obstante su efecto se minimiza a medida que la infección se desarrolla. Los insecticidas clorpirifós (O, O-dietyl O-3,5,6-tricloro-2-pyridyl fospforotioato) y endosulfán (6,9-metano-2,4,3-benzodioxatiepin) son  los más usados para el control de la broca.  El endosulfán causa una alta mortalidad, pero se han encontrado organismos resistentes en Nueva Caledonia. Son comunes los casos de envenenamiento, por lo que hoy se intenta recurrir a agentes más inocuos tales como fenitrothion, fenthion y pirimiphos methyl. No obstante, en general cualquier insecticida es peligroso para la salud del ser humano y dañino para el ambiente.

### Control biológico: enemigos naturales

#### Parasitoides
La mayor parte de los parasitoides candidatos para controlar la broca son hymenopteros (avispas) provenientes de África. Si bien muchos apenas afectan un pequeño porcentaje de las brocas de un cultivo de café, tal impacto relativamente bajo no puede ser despreciado. La integración del control con parasitoides a otras técnicas biológicas puede tener un efecto positivo sobre la economía de pequeños agricultores, los cuales al certificar su producto como orgánico pueden recibir una compensación especial.
- Parasitoides betílidos (Bethylidae): Cephalonomia stephanoderis Betrem y Prorops nasuta Waterston fueron introducidos en algunos países de América Latina desde África en los años 80 y 90, algunas poblaciones lograron establecerse, pero no se logró que estas tuvieran un impacto significativo sobre la broca. A finales de los años noventa se descubrió al betílido C. hyalinipennis originario de Norteamérica atacando la broca en el estado de Chiapas, al sur de México. Estas tres especies viven como ectoparasitoides durante su estadio de larva y pupa, y generalmente depredan los huevos de H. hampei.  Otro betílido que podría ayudar a controlar la broca es Sclerodermus cadavericus Benoit (proveniente de África), sin embargo, el manejo de esta avispa es complicado dada su agresividad, sus picadas pueden causar severas dermatitis.

- Parasitodes eulófidos (Eulophidae): Phymastichus coffea fue descubierto en Togo (África) en 1987.  Ataca al adulto de la broca por lo cual es un buen candidato para el control. Se ha logrado cultivar en diferentes laboratorios de América, además se ha logrado establecer en varias decenas de cafetales en Colombia, aun así se estudia su capacidad para establecerse a largo plazo.

- Parasitoides bracónides (Braconidae): Heterospilus coffeicola Schmiedeknecht fue observado en Uganda a principios del siglo XXI como enemigo natural de la broca, pero desde entonces ha sido difícil reproducirlo tanto el laboratorio como en el campo.

#### Depredadores
Las hormigas (Hymenoptera: Formicidae) son los depredadores más destacados de H. hampei. Sin embargo, investigadores del Centro Nacional de Investigaciones de Café (Cenicafé, Colombia) han reportado que además de las hormigas otras familias de insectos están implicadas en la depredación de la broca: Anthocoridae (Hemiptera) y Cucujidae (Coleoptera).  Las poblaciones de estos depredadores son mayores en plantaciones de café donde las fumigaciones son poco frecuentes. Algunos estudios sugieren que los cultivos intensivos de café  disponen de condiciones menos favorables para los depredadores. La siguiente es una lista de géneros y especies que han sido observadas atacando a la broca.
- Formicidae: Solenopsis, Pheidole, Wasmannia, Paratrechina, Crematogaster, Brachymyrmex y Prenolepis.
- Anthocoridae: Calliodes y Scoloposcelis.
- Cucujidae: Cathartus quadricollis (Guérin-Méneville).

#### Patógenos
- Nemátodos:

Heterorhabditis sp. ( Rhadbditida: Heterorhabditidae) ha mostrado su capacidad patógena en el laboratorio y podrían ser capaz de atacar adultos y larvas de frutos caídos en el suelo. H. bacteriophora Poinar y Steinernema feltiae (Filipjev) han demostrado ser capaces de ubicar a la broca dentro del fruto causando una alta mortalidad. Otra especie de nemátodo que ha sido observada en México atacando larvas y adultos de la broca en el fruto es Metaparasitylenchus hypothenemi (Nematoda: Allantonematidae), sin embargo, esta especie no parece causar una alta mortalidad, aunque si reduce la fertilidad de las hembras.
- Hongos

El hongo entomopatógeno Beauveria bassiana  se halla en todos los lugares donde está el barrenador y parece producir una mortalidad muy alta en algunos casos. Necesita altas temperaturas y suficiente lluvia para esporular y varios días de sol para favorecer la distribución de esporas. Se han hecho esfuerzos para desarrollar un micopesticida de B. bassiana y se han conseguidos algunos avances, pero con dosis muy elevadas y por tanto caras. Existen otros hongos con el potencial de atacar la broca: Hirsutella eleutheratorum, Fusarium sp., Isaria (=Paecilomyces  sp.), tal como Isaria javanica, y Metarhizium anisopliae.

#### Control preventivo, después de la cosecha
Este control es  muy laborioso, pero si se realiza con rigurosidad resulta sumamente eficaz. Durante la recolección se eliminan los frutos altamente infectados, para ello se recurren a métodos de muestreo, tales como la inspección de los frutos verificando si hay galerías. Se intenta eliminar las brocas secando los frutos al sol, con aceite u otros métodos. Los frutos que restan sobre las plantas de café y en el suelo luego de recogida la cosecha deben ser removidos  por completo para evitar la reinfección.

#### Trampeo
Las cairomonas emitidas por las plantas de café y feromonas emitidas por los adultos de la broca pueden servir para desarrollar métodos de control. Hay pocos estudios sobre las feromonas de estos insectos, sin embargo, se sabe que los frutos maduros del café emiten grandes cantidades de alcoholes. Se ha reportado que la mezcla de etanol y metanol atrae a las hembras, aunque también captura otros escolitinos. Por otro lado se ha reportado que el color rojo resulta más atractivo que el color blanco. Con trampas que contienen estos componentes se están desarrollado estrategias de monitoreo y control.